# 探索一族
探索一族（英語：A Tribe Called Quest）是於1985年在紐約市皇后區成立的美國嘻哈音樂組合，由饒舌歌手與主要製作人Q堤、饒舌歌手菲費·道格、DJ兼次要製作人阿里·沙希德·穆罕默德及饒舌歌手賈羅比·懷特組成。探索一族融合嘻哈與爵士樂的獨特風格使得他們被認為是另類嘻哈音樂的先驅，並影響了許多嘻哈和R&B音樂家。
探索一族最初是以1988年共同創立的音樂集合體Native Tongues的一員而成名。他們1990年的首張專輯《人類直覺之旅》廣受評論的青睞，隔年融合爵士樂風的第二張專輯《底層理論》不僅熱銷，更是對1990年代的另類嘻哈音樂產生了重大影響。探索一族接下來的專輯《午夜盜賊》（1993年）和《節奏、詩韻和生活》（1996年）延續了《底層理論》的成功，其中《節奏、詩韻和生活》成功在告示牌二百大專輯榜上登頂，但隨著成員之間的糾紛愈加嚴重，探索一族在第五張專輯《愛之動態》（1998年）發行前不久解散。2006年探索一族四人重修舊好再度聚首，並在接下來的七年裡斷斷續續地進行了巡迴演出。2015年，探索一族開始製作他們的第六張、也是最後一張專輯《探索起點‥‥感謝相伴》。雖然道格在製作期間不幸病逝，但專輯仍在剩餘成員的堅持下完成並於2016年發行。此專輯廣受好評，還成為組合第二張在二百大專輯榜登頂的專輯。
探索一族是Native Tongues集合體中在商業上最成功的成員，其六張專輯均獲得金唱片或白金唱片認證。AllMusic的約翰·布希（John Bush）稱他們是「1990年代最聰明、最有藝術感的嘻哈組合」，而Pitchfork的克里斯·埃克斯（Kris Ex）認為他們是「嘻哈音樂史上最偉大的藝術家之一」。探索一族於2024年入選搖滾名人堂。

## 成員
- Q堤（英语：Q-Tip (musician)） – 饒舌歌手、製作人 (1985年–1998年、2006年–2013年、2015年–2017年)
- 菲費·道格（英语：Phife Dawg） – 饒舌歌手 (1985年–1998年、2006年–2013年、2015年–2016年；2016年去世)
- 阿里·沙希德·穆罕默德（英语：Ali Shaheed Muhammad） – DJ、製作人 (1985年–1998年、2006年–2013年、2015年–2017年)
- 賈羅比·懷特（英语：Jarobi White） – 饒舌歌手 (198年5–1991年、2006年–2013年、2015年–2017年)

## 作品列表
錄音室專輯
- 《人類直覺之旅（英语：People's Instinctive Travels and the Paths of Rhythm）》（1990年4月10日）
- 《底層理論（英语：The Low End Theory）》（1991年9月24日）
- 《午夜盜賊（英语：Midnight Marauders）》（1993年11月9日）
- 《節奏、詩韻和生活（英语：Beats, Rhymes and Life）》（1996年7月30日）
- 《愛之動態（英语：The Love Movement）》（1998年9月29日）
- 《探索起點‥‥感謝相伴（英语：We Got It from Here... Thank You 4 Your Service）》（2016年11月11日）

## 外部連結
- 官方网站
- 探索一族在Allmusic上的頁面
- 探索一族的Discogs页面 （英文）